# Condica conducta
Condica conducta là một loài bướm đêm thuộc họ Noctuidae. Nó có phạm vi phân bố rộng và tìm thấy ở Châu Phi (bao gồm Nam Phi, Congo, Madagascar và Réunion) cũng như ở Hồng Kông, Fiji, quần đảo Society và quần đảo Chagos.
Ấu trùng ăn các loài Senecio.